# Dairago
Dairago  (Dairagh o Dairàa nei dialetti bustocco e legnanese) è un comune italiano di 6 350 abitanti situato nella città metropolitana di Milano, in Lombardia.

## Geografia fisica

### Clima
Secondo la classificazione climatica il centro abitato è situato in "zona E", 2617 GG. Situata nell'alta pianura padana, Dairago ha un clima di tipo continentale con inverni freddi caratterizzati da molte giornate di gelo e dal fenomeno della nebbia, che però sta diventando via via sempre meno frequente. Le estati sono calde, umide e moderatamente piovose, con le temperature che possono superare i 30 °C e con l'umidità che può raggiungere l'80% causando quel fenomeno di caldo umido comunemente chiamato "afa". L'umidità non è presente solo d'estate, ma è molto elevata tutto l'anno.
Le perturbazione di stampo atlantico-mediterraneo o quelle di origine artico-russa sono le principali cause delle precipitazioni atmosferiche. Dairago, come del resto gran parte della pianura padana, soffre di scarsa ventilazione.
I dati provenienti dalla stazione meteorologica di Milano Malpensa indicano, in base alla media trentennale di riferimento (1961-1990) per l'Organizzazione Mondiale della Meteorologia, che la temperatura media minima del mese più freddo, gennaio, si attesta attorno a 0,3°C; quella del mese più caldo, luglio, è circa 21,9°C. Le precipitazioni medie annue sono superiori ai 1000 mm e presentano un picco primaverile e autunnale, con un minimo relativo invernale. Dunque, secondo la classificazione dei climi di Köppen, Dairago ha un clima ibrido, a cavallo tra il tipo Dfa/Dfb (continentale umido con estate calda) e Cfa/Cfb (temperato umido con estate calda): infatti, secondo la classificazione suddetta, il limite tra estate calda e tiepida è una temperatura media del mese più caldo pari o superiore a 22°C, mentre il limite tra clima temperato C e continentale D è una temperatura media di 0°C nel mese più freddo dell'anno.
| MILANO MALPENSA (1961-1990)      | Mesi         | Mesi         | Mesi        | Mesi        | Mesi        | Mesi        | Mesi        | Mesi        | Mesi        | Mesi        | Mesi         | Mesi         | Stagioni | Stagioni | Stagioni | Stagioni | Anno    |
| MILANO MALPENSA (1961-1990)      | Gen          | Feb          | Mar         | Apr         | Mag         | Giu         | Lug         | Ago         | Set         | Ott         | Nov          | Dic          | Inv      | Pri      | Est      | Aut      | Anno    |
| -------------------------------- | ------------ | ------------ | ----------- | ----------- | ----------- | ----------- | ----------- | ----------- | ----------- | ----------- | ------------ | ------------ | -------- | -------- | -------- | -------- | ------- |
| T. max. media (°C)               | 6,1          | 8,6          | 13,1        | 17,0        | 21,3        | 25,5        | 28,6        | 27,6        | 24,0        | 18,2        | 11,2         | 6,9          | 7,2      | 17,1     | 27,2     | 17,8     | 17,3    |
| T. min. media (°C)               | −4,4         | −2,5         | 0,4         | 4,3         | 9,0         | 12,6        | 15,3        | 14,8        | 11,5        | 6,4         | 0,7          | −3,6         | −3,5     | 4,6      | 14,2     | 6,2      | 5,4     |
| T. max. assoluta (°C)            | 21,0 (1982)  | 24,2 (1990)  | 25,4 (1990) | 28,0 (1975) | 30,7 (1979) | 34,3 (1965) | 37,0 (1983) | 38,8 (1974) | 33,9 (1988) | 28,1 (1986) | 22,8 (1964)  | 21,1 (1967)  | 24,2     | 30,7     | 38,8     | 33,9     | 38,8    |
| T. min. assoluta (°C)            | −18,0 (1985) | −15,6 (1987) | 0,0 (1971)  | −6,1 (1970) | −5,2 (1979) | 0,6 (1974)  | 4,7 (1974)  | 4,7 (1979)  | 0,5 (1976)  | −5,3 (1974) | −13,6 (1988) | −15,2 (1973) | −18,0    | −6,1     | 0,6      | −13,6    | −18,0   |
| Nuvolosità (okta al giorno)      | 4,8          | 4,6          | 4,4         | 4,7         | 4,9         | 4,4         | 3,6         | 3,9         | 3,8         | 4,1         | 4,9          | 4,6          | 4,7      | 4,7      | 4,0      | 4,3      | 4,4     |
| Precipitazioni (mm)              | 67,5         | 77,1         | 99,7        | 106,3       | 132,0       | 93,3        | 66,8        | 97,5        | 73,2        | 107,4       | 106,3        | 54,6         | 199,2    | 338,0    | 257,6    | 286,9    | 1 081,7 |
| Giorni di pioggia                | 6            | 6            | 8           | 9           | 10          | 9           | 6           | 8           | 6           | 7           | 8            | 6            | 18       | 27       | 23       | 21       | 89      |
| Umidità relativa media (%)       | 78           | 76           | 69          | 73          | 74          | 74          | 74          | 73          | 74          | 77          | 80           | 80           | 78       | 72       | 73,7     | 77       | 75,2    |
| Pressione a 0 metri s.l.m. (hPa) | 1 019        | 1 017        | 1 016       | 1 014       | 1 015       | 1 016       | 1 016       | 1 015       | 1 018       | 1 020       | 1 016        | 1 017        | 1 017,7  | 1 015    | 1 015,7  | 1 018    | 1 016,6 |
| Vento (direzione-m/s)            | N 3,3        | N 3,3        | N 3,4       | N 3,5       | N 3,3       | N 3,2       | N 3,1       | N 3,0       | N 3,1       | N 3,1       | N 3,4        | N 3,3        | 3,3      | 3,4      | 3,1      | 3,2      | 3,3     |

## Storia
I primi abitanti del luogo furono le popolazioni liguri di stirpe preindoeuropea, seguiti poi dai Celti nel V secolo a.C. (da cui si fa derivare il toponimo "ago" che indicava le proprietà terriere). Dopo la conquista romana e la caduta dell'Impero romano d'Occidente, Dairago conobbe un nuovo periodo di splendore nel basso medioevo, quando fu capopieve ed uno dei capoluoghi storici del Contado di Burgaria, una delle contee che suddividevano la marca di Milano, durante le dominazioni di Longobardi, Franchi e in parte sotto il Sacro Romano Impero.
Il più antico documento scritto conservato è una pergamena altomedioevale, risalente all'anno 922 in cui è nominato Domenico da Inveruno, arciprete della chiesa di San Genesio in "Dayrago", la quale fu retta in seguito da un prevosto ed ebbe considerevole importanza in campo religioso quanto in quello sociale: il "Liber Notitiae Sanctorum Mediolani", del 1280 di Goffredo da Bussero, elenca nella giurisdizione della pieve di Dairago ben 46 chiese.
San Genesio divenne successivamente una collegiata, ossia residenza di un capitolo di canonici. Col passare del tempo il potere della pieve si indebolì a scapito della pieve confinante di Corbetta ed il capitolo venne soppresso nel 1454. Di tutti questi secoli rimangono pochissime testimonianze: il borgo veniva considerato un comune rurale retto da un console ed un comune religioso, visto che la maggior parte dei terreni e quindi dei profitti da essi ricavati, erano devoluti a favore degli enti religiosi presenti sul territorio. La famiglia dairaghese più importante fu quella dei Della Croce che aveva rapporti con il potere ecclesiastico e con gli altri proprietari; inoltre a questa famiglia appartennero molti prevosti, nonché numerosi canonici.
Dopo l'arrivo degli spagnoli il territorio della pieve di Dairago, costituente feudo camerale, fu venduto a Castellano Maggi (1538), poi passò al nipote Cesare Maggi ed alla figlia di quest'ultimo, Ippolita, moglie del Marchese Alfonso Gonzaga di Castel Goffredo, che a sua volta vendette il feudo nel 1570 a Giovan Battista Arconati. Dopo una controversia, la Regia camera riprese il feudo e lo concesse a Giovanni Battista Lossetti di Vogogna nel 1652: Dairago e le altre località rimasero sotto la giurisdizione Lossetti-Mandelli fino alla soppressione del potere feudale.
Durante tutto il Medioevo il paese non conobbe sviluppi urbanistici né demografici, a tal punto che nel Settecento contava meno di 500 abitanti e venne ad essere uno dei centri minori della sua stessa pieve. Isolato nella campagna, retto da un'economia prevalentemente agricola fino al secondo dopoguerra, Dairago ebbe un progressivo degrado, con la conseguente perdita dell'indipendenza comunale (nel 1868 fu aggregato ad Arconate perché era di popolazione inferiore ai 1 500 abitanti. L'indipendenza la riacquisterà solo nel 1957) ed il distacco di molte parrocchie dal suo vicariato, fino all'eliminazione dell'ordinamento plebano ed alla formazione dei decanati (1972): ora è membro del decanato di Castano Primo.

### Simboli
La composizione dello stemma e del gonfalone di Dairago, ideata dall'Archivio Araldico Vallardi di Milano, fu deliberata dal Consiglio comunale il 13 ottobre 1960 e venne concessa con decreto del presidente della Repubblica solo il 6 maggio 1962: la solenne benedizione del nuovo gonfalone si svolse nella festa del 4 novembre 1963. Il decreto del presidente Giovanni Gronchi descrive lo stemma civico di Dairago nei seguenti termini:
Il leone intende richiamare la dominazione barbara dei Burgari, mentre la banda scaccata è ripresa dello stemma della famiglia Lampugnani anche se in modo impreciso, poiché nello stemma dairaghese gli originali scacchi azzurri sono stati sostituiti da quadretti neri. Nella parte inferiore è rappresentata la chiesa della Madonna in Campagna, che si trova ai limiti orientali del paese, edificata nel 1522. La stella d'oro a otto disegnata sulla sommità della chiesa è probabilmente un riferimento al culto dei Re Magi.
Il gonfalone è un drappo di giallo.

## Monumenti e luoghi d'interesse

### Architetture religiose
Chiesa di San Genesio
Il campanile della chiesa di San Genesio ha sei campane in REb3 maggiore fuse da Pasquale Mazzola. Il concerto venne rifuso nel 1891.
Santuario della Madonna in Campagna
Il santuario della Madonna in Campagna vede le sue origini nel XVI secolo, quando fu realizzato per volere di un importante cittadino del borgo di Dairago in seguito a un voto alla Madonna. Al suo interno si trova un affresco raffigurante la Madonna del Latte, originariamente collocato presso la chiesa longobarda di San Nazario, che sorgeva nello stesso luogo in cui oggi si trova il santuario.

## Società

### Evoluzione demografica
Abitanti censiti

### Etnie e minoranze straniere
Al 12 aprile 2018 gli stranieri residenti a Dairago con regolare permesso di soggiorno (dati Comune di Dairago) assommavano a 347 (269 extra comunitari e 78 comunitari), pari a circa il 5,46% della popolazione. La popolazione straniera conta quindi su 168 individui di sesso maschile e 179 individui di sesso femminile. Le nazionalità rappresentate alla data del rilevamento sono:
1. Albania, 97
2. Romania, 58
3. Marocco, 23
4. Tunisia, 22

## Cultura

### Arte
Il comune si fregia del titolo di Paese dei Murales come esposto sul cartello posto all'esterno del Palazzo Municipale: le ormai oltre 60 opere, prima affrescate, ora dipinte su pannelli lignei, decorano l'abitato dairaghese, affisse sulle pareti di case private ed edifici pubblici. Realizzati uno per contrada, per ogni edizione del Palio, affrontano temi liberi con differenti tecniche pittoriche.

## Infrastrutture e trasporti

### Strade
Il Comune è attraversato dalle seguenti strade provinciali:
- Strada provinciale nº 128 Magenta - Dairago (che collega Dairago a Magenta).
- Strada provinciale nº 129 Inveruno - Villa Cortese (che collega Inveruno a Villa Cortese).

## Amministrazione

### Elenco dei sindaci di Dairago
In questa tabella sono elencati i sindaci del Comune di Dairago dopo la sua ricostituzione dovuta alla separazione dal comune di Arconate nel 1957:
| Periodo | Periodo | Primo cittadino      | Partito                                                  | Carica                  | Note                                                           |
| ------- | ------- | -------------------- | -------------------------------------------------------- | ----------------------- | -------------------------------------------------------------- |
| 1958    |         | Alfio Licandro       |                                                          | Commissario prefettizio |                                                                |
| 1958    | 1966    | Andrea Calloni       | Democrazia Cristiana                                     | Sindaco                 |                                                                |
| 1966    | 1972    | Piero Olgiati        | Democrazia Cristiana                                     | Sindaco                 |                                                                |
| 1972    | 1978    | Ambrogio Zanzottera  | Democrazia Cristiana                                     | Sindaco                 |                                                                |
| 1978    | 1984    | Ersilio Ballario     | Democrazia Cristiana                                     | Sindaco                 |                                                                |
| 1984    | 1988    | Enrico Mocchetti     | Democrazia Cristiana                                     | Sindaco                 |                                                                |
| 1988    | 1993    | Antonio Colombo      | Partito Comunista Italiano - Partito Socialista Italiano | Sindaco                 |                                                                |
| 1993    | 1997    | Pier Angelo Paganini | Insieme per Dairago                                      | Sindaco                 |                                                                |
| 1997    | 2001    | Pier Angelo Paganini | Insieme per Dairago                                      | Sindaco                 | Sostenuto da Forza Italia, Lega Nord, Alleanza Nazionale, UDC  |
| 2001    | 2006    | Rosangela Olgiati    | Insieme per Dairago                                      | Sindaco                 | Sostenuto da Forza Italia, Lega Nord, Alleanza Nazionale, UDC  |
| 2006    | 2011    | Pier Angelo Paganini | Insieme per Dairago                                      | Sindaco                 | Sostenuto da Forza Italia, Lega Nord, Alleanza Nazionale, UDC  |
| 2011    | 2016    | Pier Angelo Paganini | Insieme per Dairago                                      | Sindaco                 | Sostenuto da Forza Italia e UDC                                |
| 2016    | 2021    | Paola Rolfi          | Civica Dairago - Lista di Centrosinistra                 | Sindaco                 | Sostenuta da Partito Democratico e Sinistra Ecologia e Libertà |
| 2021    |         | Paola Rolfi          | Civica Dairago - Lista di Centrosinistra                 | Sindaco                 |                                                                |

## Sport
A Dairago sono presenti diverse società sportive:
- Gruppo Alpino Monterosa[8]
- O.S.T. Volley
- ASD Dairago 2011 C5
- Unione Sportiva Dairaghese calcio
- Unione Sportiva Dairaghese ciclismo